# Clouds (Album)
Clouds ist das dritte Studioalbum der Metal-Band Tiamat. Es erschien im September 1992 bei Century Media.

## Entstehung und Stil
Auf Clouds wichen die Death-Doom-Einflüsse noch stärker zugunsten von eingängigeren Songstrukturen, wobei Einflüsse aus dem klassischen Heavy Metal bemerkt wurden, die von Keyboard-Einlagen ergänzt werden. Der Gesang ist nicht mehr am Death Metal orientiert – bei einigen Stücken spricht Johan Edlund den Text. Erneut war Waldemar Sorychta der Produzent. Der neue Bassist Johnny Hagel trug gleich zum Songwriting bei.

## Rezeption
Frank Albrecht schrieb im Magazin Rock Hard, Tiamat verfügten „über einen uneingeschränkt eigenständigen Sound, wozu vor allem die Keyboards beitragen, die den Hörer immer wieder aufs Neue überraschen, denn mal kommen sie spacig, dann wieder Seventieslike, aber immer äußerst melodisch. Melodie ist überhaupt das Zauberwort, das Tiamat für sich entdeckt haben.“ Er lobte Sorychtas Produktion und vergab zehn von zehn Punkten. Eduardo Rivadavia von Allmusic vergab vier von fünf Sternen. Er nannte Clouds „another major step in the quick sonic evolution of Tiamat“.

## Titelliste
1. In a Dream – 5:12
2. Clouds – 3:40
3. Smell of Incense – 4:29
4. A Caress of Stars – 5:26
5. The Sleeping Beauty – 4:10
6. Forever Burning Flames – 4:22
7. The Scapegoat – 4:56
8. Undressed – 7:10